# Храм Святого Сердца Иисуса (Илья)
Храм Святого Сердца Иисуса (бел. Касцёл Найсвяцейшага Сэрца Езуса) — католический храм в агрогородке Илья, Минская область, Белоруссия. Относится к Вилейскому деканату Минско-Могилёвского архидиоцеза. Памятник архитектуры, построен в 1907—1909 годах в неороманском стиле. Храм включён в Государственный список историко-культурных ценностей Республики Беларусь.

## История

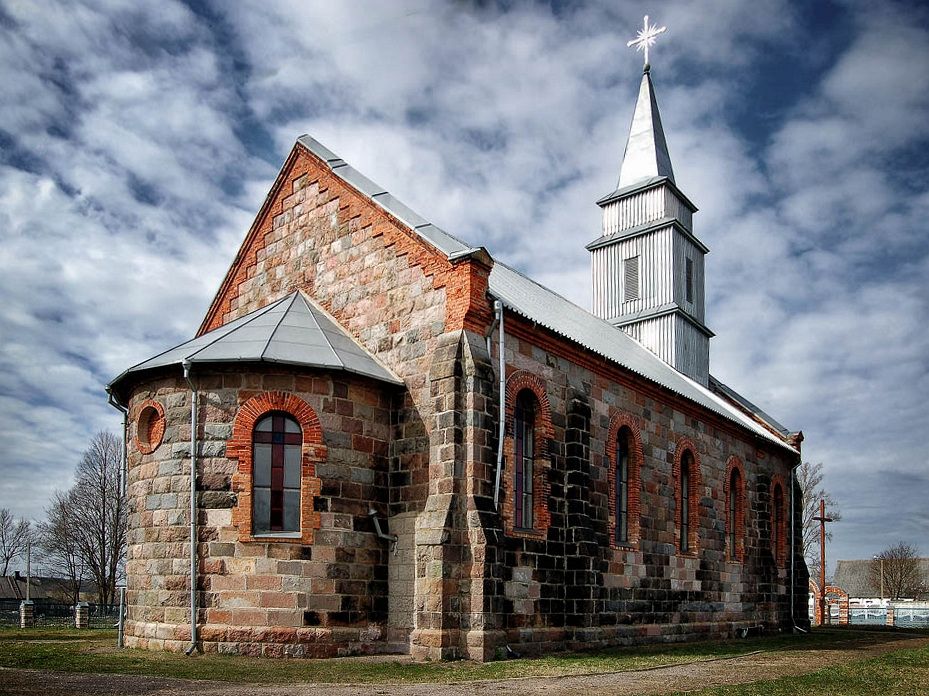
Вид на храм со стороны апсиды

В 1669 году в Илье основан католический приход и построен первый католический храм на территории усадьбы Глебовичей, владевших местечком. В XVIII веке имение неоднократно меняло хозяев, в 1726 году Михаил Савицкий перенёс деревянный костёл с территории усадьбы в центр местечка, а в 1772 году Бригитта Сологуб построила новое деревянное здание храма, освящённого во имя св. Михаила.
После подавления восстания 1863 года католический храм св. Михаила был преобразован в православную церковь (этот храм сгорел во время Великой Отечественной войны). После выхода в 1905 году царского Указа об укреплении начал веротерпимости местные католики, наконец, получили возможность построить новый католический храм. Неороманская церковь Святого Сердца Иисуса была построена в 1907—1909 годах.
После Великой Отечественной войны храм был закрыт, переоборудован под молочный цех. В 90-х годах XX века он был возвращён католикам, отреставрирован и заново освящён в 1993 году.

## Архитектура
Храм Святого Сердца Иисуса — памятник архитектуры неороманского стиля. Основной объём храма прямоугольный в плане, накрыт двускатной крышей. К нему присоединена низкая полукруглая апсида и одно крыло трансепта со стороны юго-восточного фасада (противоположное крыло трансепта отсутствует). Главный фасад расчленён двухступенчатыми контрфорсами на три части, в центре — главный вход, решён арочным проёмом с порталом и аркатурным обрамлением. Фасад завершён двугранным щитом, в тимпане которого расположены три арочные ниши и люкарны, объединенные аркой. Боковые стены имеют метровую толщину, ритмично расчленены арочными оконными проёмами и контрфорсами в простенках. Архитектурный декор (плинтуса проёмов, карниз, русты) выполнены кирпичной кладкой. В интерьере зал ранее был перекрыт сводом (не сохранился).